# Rachel Maddow
Rachel Anne Maddow (ˈmædoʊ) (Castro Valley, 1973. április 1. –) amerikai televíziós műsorvezető, liberális politikai kommentátor.

 Az MSNBC The Rachel Maddow Show című műsorának vezetője. Az Air America rádióállomáson futott ugyanilyen című rádióműsora 2005-től 2010-ig.
Több Emmy-díjat is nyert; Blowout című könyvének hangoskönyv verziójáért Grammy-díjat is nyert.
Ő az első nyíltan leszbikus műsorvezető, aki egy jelentős amerikai hírműsort vezet.

## Élete
Castro Valley-ben született. Apja az amerikai légierőnél volt kapitány, majd ügyvédként dolgozott. Anyja egy iskolában dolgozott. Van egy testvére, David. Apai ágon lévő nagyapja zsidó családból származott (eredetileg Medvedof volt a vezetéknevük), és az Orosz Birodalomból érkezett. Apai ágon lévő nagyanyja holland származású volt. Kanadai származású anyja angol és ír felmenőkkel rendelkezik. Maddow elmondása szerint családja "nagyon, nagyon katolikus", és egy olyan közösségben nőtt fel, amelyet anyja úgy jellemzett, hogy "nagyon konzervatív". Középiskolában röplabdázott, kosárlabdázott és úszott. A Castro Valley High School tanulójaként érettségizett és a Stanford Egyetemen tanult. Elsőéves korában a főiskolai napilap leközölte, hogy leszbikus, mielőtt még a szüleinek elmondhatta volna.

## Magánélete
Idejének egy részét Manhattanben,  másik részét a Massachusetts állambeli West Cummingtonban tölti partnerével, Susan Mikula művésszel. 1999-ben ismerték meg egymást, miközben Maddow a doktori disszertációján dolgozott.
Pubertáskora óta depresszióval küzd.
Elmondása szerint "három dolgot csinál, hogy ne őrüljön meg: tornázik, alszik és horgászik." Katolikus vallású, és gyakorolja is a vallást.

## Könyvei
- Maddow, Rachel. Drift: The Unmooring of American Military Power. Crown (2012). ISBN 978-0-307-46098-1
- Maddow, Rachel. Blowout: Corrupted Democracy, Rogue State Russia, and the Richest, Most Destructive Industry on Earth. Crown (2019). ISBN 978-0-525-57547-4
- Bag Man: The Wild Crimes, Audacious Cover-up, and Spectacular Downfall of a Brazen Crook in the White House. Crown (2020). ISBN 9780593136683
- Maddow, Rachel. Prequel: An American Fight Against Fascism. Crown (2023). ISBN 9780593444511